# Maynardville
Maynardville és una població dels Estats Units a l'estat de Tennessee. Segons el cens del 2000 tenia 1.782 habitants.

## Demografia
Segons el cens del 2000, Maynardville tenia 1.782 habitants, 683 habitatges, i 463 famílies. La densitat de població era de 127,4 habitants/km².
Dels 683 habitatges en un 37% hi vivien nens de menys de 18 anys, en un 49,9% hi vivien parelles casades, en un 14,9% dones solteres, i en un 32,1% no eren unitats familiars. En el 28,8% dels habitatges hi vivien persones soles el 10,8% de les quals corresponia a persones de 65 anys o més que vivien soles. El nombre mitjà de persones vivint en cada habitatge era de 2,46 i el nombre mitjà de persones que vivien en cada família era de 3,03.
Per edats la població es repartia de la següent manera: un 26,9% tenia menys de 18 anys, un 8% entre 18 i 24, un 32,7% entre 25 i 44, un 18,6% de 45 a 60 i un 13,9% 65 anys o més.
L'edat mediana era de 34 anys. Per cada 100 dones de 18 o més anys hi havia 90,1 homes.
La renda mediana per habitatge era de 23.077 $ i la renda mediana per família de 30.398 $. Els homes tenien una renda mediana de 25.278 $ mentre que les dones 18.603 $. La renda per capita de la població era de 12.168 $. Entorn del 20,2% de les famílies i el 26,4% de la població estaven per davall del llindar de pobresa.

## Poblacions més properes
El següent diagrama mostra les poblacions més properes.